# Nina Bott

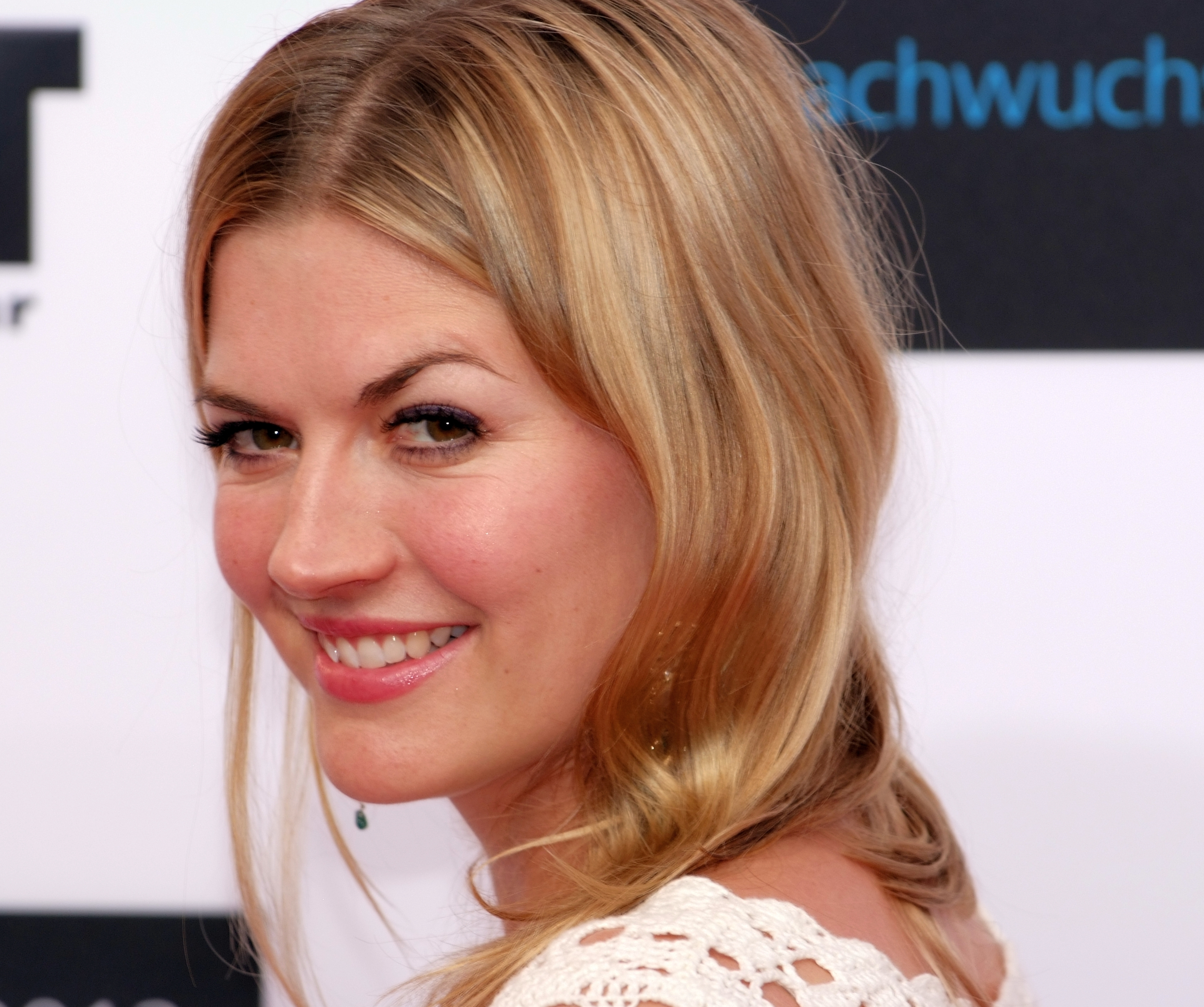
Nina Bott (2012)

Nina Bott (n. 1 ianuarie 1978, Hamburg) este o actriță germană.

## Date bigrafice
Nina Bott a fost în anul 1995 campioană națională la juniori la surf. În 1997 a absolvit examenul de bacalaurat la liceul Lokstedt din Hamurg. Între anii 1997 - 2005 a jucat în serialul TV "Gute Zeiten – Schlechte Zeiten" (Timpuri bune și rele). În februarie 2002 apare poza ei într-o revistă playboy. În decembrie 2007 i-a parte la emisiunea TV "Stars auf Eis" (Vedete pe gheață). Din iulie 2008 apare în show-ul "Alles was zählt", iar în mai 2010 apare din nou în emisiunea "Vedete pe gheață".

## Filmografie
- 1984–1992: diverse reclame (Livio-Ketchup, Pelikan, Sanostol)
- 1993: Jugendfilm (CD-ROM), Trebitsch
- 1997: Werbespot (reclamă) Holsten
- 1997–2005: Gute Zeiten – Schlechte Zeiten
- 2001: Hinter Gittern – Der Frauenknast
- 2002: Käpt'n Blaubär
- 2002: Das beste Stück
- 2002: Video des Songs Die Welt steht still der Sam Ragga Band
- 2004: Werbespot gegen Gewalt an Kindern
- 2005: Werbespot für Persil
- 2006: Die Sturmflut
- 2006: Unter den Linden – Das Haus Gravenhorst
- 2007: SoKo Kitzbühel
- 2007: Rosamunde Pilcher: Flügel der Hoffnung
- 2007: Ein unverbesserlicher Dickkopf
- 2007: Alarm für Cobra 11 – Die Autobahnpolizei (Folge 171, Stunde der Wahrheit)
- 2007: i-a parte Stars auf Eis (Vedete pe gheață)
- 2008: Das Traumhotel (Folge 9, Karibik)
- 2008–2010: Alles was zählt
- 2009: Inga Lindström: Sommermond
- 2010: Countdown - Die Jagd beginnt (Gastrolle als Schwiegertochter des Polizeipräsidenten)
- 2010: Let’s Dance (Dans pe gheață)

## Teatru
- 1995: Carlos“, Tankred Dorst
- 1995: Preparadisesorrynow, Fassbinder
- 1996: LiebeGehirneAbwickeln, Uwe  Paulsen
- 1997: Unter dem Milchwald, Dylan Thomas
- 1997: Yvonne, Prinzessin von Burgund